# Funny Lady (álbum)
Funny Lady é uma trilha sonora da cantora estadunidense Barbra Streisand. Foi lançado pela Arista Records, em 15 de março de 1975 para promover a comédia musical, Funny Lady, do mesmo ano. A produção executiva é de Peter Matz, as quinze faixas são cantadas por Streisand, James Caan e Ben Vereen. O filme é uma sequência de Funny Girl, de 1968, que retrata a vida da artista americana Fanny Brice. "How Lucky Can You Get" foi lançada como único single, em abril de 1975, e foi escrito por Fred Ebb e John Kander, que também co-escreveram a maioria das canções.
A trilha sonora dividiu os críticos musicais, segundo eles entre os aspectos negativos estão as habilidades de canto de Caan, enquanto outros a consideram tão boa quanto o filme. Comercialmente, entrou nas paradas da Austrália, Canadá e Estados Unidos, aparecendo entre as dez primeiros posições da Billboard 200, desse último. A Recording Industry Association of America o certificou como disco de ouro por vendas superiores a 500 mil cópias no final de 1975. 
Em 1990, foi lançado no formato compact disc (CD) com a sequência de faixas idênticas ao original em disco de vinil, em 1998, o CD foi relançado com bônus e versões alternativas.

## Antecedentes e produção

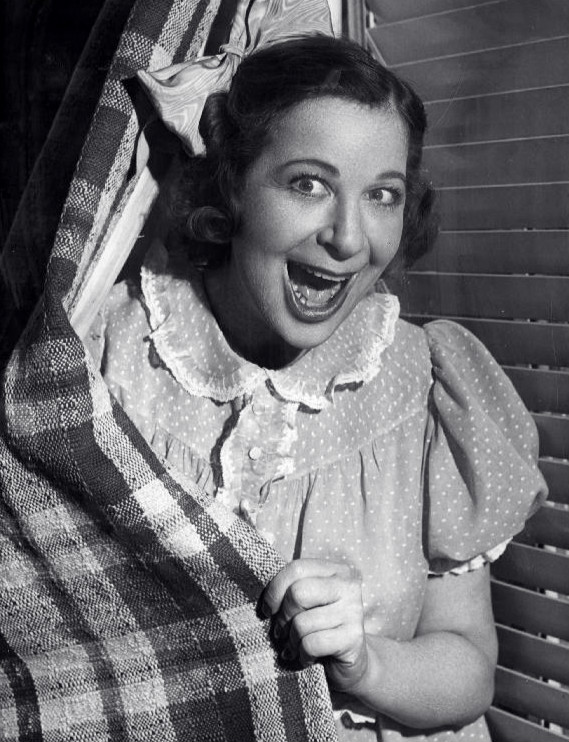
Streisand reprisou seu papel como Fanny Brice no filme Funny Lady.

Devido ao seu contrato com Ray Stark, Streisand foi obrigada a repetir seu papel como Fanny Brice na sequência de Funny Girl (1968), que foi intitulada Funny Lady. Acompanhando o filme de 1975 estava a trilha sonora oficial e um dos primeiros registros a serem lançados pela Arista Records, um novo selo criado pelo produtor musical Clive Davis. Davis revelou mais tarde em seu livro autobiográfico, The Soundtrack of My Life, que Streisand era a cantora perfeita para a trilha sonora, já que era "a melhor cantora-atriz do mundo" e provavelmente seria um ótimo primeiro álbum a ser lançado por um gravadora recém-fundada. O lançamento ocorreu em 15 de março de 1975. Possui quinze canções, com a maioria delas sendo novas faixas escritas pela dupla de compositores Fred Ebb e John Kander. Bay Cities Records, uma subsidiária da Arista, lançou o CD em 1990. Em 19 de maio de 1998, foi relançado pela Arista com faixas alternativas de "Let's Hear It For Me" e "Great Day", a versão do single de "How Lucky can You Get" como faixa bônus, a lista de faixas reorganizada, além de uma segunda versão de "How Lucky Can You Get", intitulada "Finale". Seria relançado mais uma vez pela SBME Special Markets, em 3 de fevereiro de 2009.
"How Lucky Can You Get" foi lançado como o único single comercial da trilha sonora, em abril de 1975. Atingiu o pico nas paradas Adult Contemporary, nos Estados Unidos e Canadá, nas posições de números 27 e 19, respectivamente. A composição, de Ebb e Kander, foi amplamente elogiada pela crítica musical; no 48º Oscar, foi indicada ao Oscar de Melhor Canção Original, mas perdeu para "I'm Easy", de Keith Carradine, do filme Nashville, de 1975. Também perdeu para "I'm Easy" quando foi indicada para Melhor Canção Original no 33º Golden Globe Awards.

## Composição
Possui um total de quinze canções, sendo onze interpretadas exclusivamente por Streisand, duas delas ("Me and My Shadow" e o medley de "It's Only a Paper Moon" e "I Like Her") são cantadas por James Caan, e outra por Ben Vereen, e a última é um dueto entre Streisand e Vereen; Peter Matz produziu executivamente, além de servir como arranjador e maestro de áudio. O single principal "How Lucky Can You Get It" apresenta letras "sarcásticas" e "irônicas" para capturar o personagem de Brice da forma mais precisa possível. A trilha sonora em si foi descrita como uma coleção de "clássicos do rejuvenescimento" pelo autor Ethan Mordden. O dueto "So Long Honey Lamb" é outra canção recém-composta por Ebb e Kander, seguida por "I Found a Million Dollar Baby (in a Five and Ten Cent Store)", que foi cantada por Brice durante seu musical Billy Rose's Crazy Colcha. A quarta faixa, "Isn't This Better", é uma canção de amor sobre o relacionamento de Brice e Billy Rose. "Me and My Shadow" é um solo de Caan, sendo uma versão cover escrita por Dave Dreyer, Al Jolson e Rose. "If I Love Again" é uma balada com "wide range" e "melodia disjunta", que foi considerada "incomum" para uma canção pop. "I Got a Code in My Doze" foi escrita por Rose e Arthur Fields enquanto "(It's Gonna Be A) Great Day" é de "estilo rock gospel" cuja melodia foi reescrita por Streisand para melhor se adequar a ela.
A nona faixa, "Blind Date", foi gravada rapidamente durante uma estrita programação de gravação de três semanas. "Am I Blue" foi finalizada durante o mesmo período acima mencionado e foi originalmente escrito por Harry Akst. Dois medleys, um de "It's Only a Paper Moon" e "I Like Him" de Streisand e "It's Only a Paper Moon" e "I Like Her" de Caan, são as faixas seguintes. A faixa seguinte é "More Than You Know", que foi originalmente incluída no álbum Simply Streisand, de 1967, e usada como a lado B no single de "How Lucky Can You Get". O solo de Vereen de "Clap Hands! Here Comes Charlie" precede "Let's Hear It for Me", que é a faixa de encerramento e uma versão atualizada de "Don't Rain on My Parade", do filme Funny Girl.

## Recepção crítica
| Críticas profissionais  | Críticas profissionais |
| Avaliações da crítica   | Avaliações da crítica  |
| Fonte                   | Avaliação              |
| ----------------------- | ---------------------- |
| AllMusic Versão de 1975 | [ 24 ]                 |
| AllMusic Versão de 1998 | [ 25 ]                 |

As resenhas dos críticos de música foram mistas. Um crítico da Stereo Review elogiou o disco, afirmando que "certamente irá trazer à tona o glutão voraz que suspeito estar à espreita em todos os seus fãs mais queridos". No entanto, advertiu que a trilha não continha nada para aqueles de "natureza imparcial e moderada". Também positivo foi o crítico da Film, que escreveu que  "[a trilha é] mais satisfatória do que o filme". Inicialmente, William Ruhlmann, do site AllMusic o avaliou com duas estrelas de cinco. Ele criticou as habilidades de canto de Caan, achando difícil suportá-lo. Em sua crítica ao CD relançado de 1998, Ruhlmann listou "Am I Blue" como uma das melhores faixas, afirmando que ela é a "principal virtude da trilha sonora [...], mesmo que um pouco camp". Allison J. Waldman, autora de The Barbra Streisand Scrapbook, ficou desapontada, alegando que é mais como uma "miscelânea de uma trilha sonora". Ela afirmou que "não foi tão bem produzida" quanto a trilha sonora de seu predecessor, Funny Girl (1968).

## Desempenho comercial
Allison J. Waldman previu que o sucesso comercial da trilha sonora foi devido ao papel e desempenho anteriores de Streisand no filme original, Funny Girl. Nos Estados Unidos, estreou na posição de número 75 na parada Billboard 200, na semana que terminou em 29 de março de 1975. Ele continuou a subir na tabela por várias semanas antes de atingir o pico de número seis, em 10 de maio. Passou quatro semanas entre os dez primeiros, e um total de 25 semanas na tabela, no total. A Recording Industry Association of America certificou com um disco de ouro, por vendas de mais de 500 mil cópias, em 8 de setembro de 1975. Na parada de melhores álbuns do Canadá conduzida e publicada pela revista RPM, estreou na posição de número noventa, durante a semana de 12 de abril de 1975. Semelhante ao seu progresso nos Estados Unidos, disparou nas paradas por várias semanas antes de atingir o número 17, em 17 de maio do mesmo ano. Passou um total de 12 semanas consecutivas, com sua posição final sendo a de número 56 em 28 de junho. Alcançou as paradas na Austrália, onde alcançou o número 50 de acordo com o Kent Music Report.

## Lista de faixas
Todas as faixas são performadas por Barbra Streisand exceto quando anotado. Créditos adaptados dos CDs de Funny Lady.
| Funny Lady – Standard edition |                                                                     |                                                 |         |  |
| N.º                           | Título                                                              | Compositor(es)                                  | Duração |  |
| 1.                            | "How Lucky Can You Get"                                             | Fred Ebb John Kander                            | 4:46    |  |
| 2.                            | "So Long Honey Lamb" (performed by Barbra Streisand and Ben Vereen) | Ebb Kander                                      | 3:10    |  |
| 3.                            | "I Found a Million Dollar Baby (in a Five and Ten Cent Store)"      | Harry Warren                                    | 2:55    |  |
| 4.                            | "Isn't This Better"                                                 | Ebb Kander                                      | 3:25    |  |
| 5.                            | "Me and My Shadow"                                                  | Dave Dreyer Al Jolson Billy Rose                | 3:00    |  |
| 6.                            | "If I Love Again"                                                   | Jack Murray Ben Oakland                         | 2:55    |  |
| 7.                            | "I Got a Code in My Doze"                                           | Arthur Fields Rose                              | 1:05    |  |
| 8.                            | "(It's Gonna Be A) Great Day"                                       | Edward Eliscu Rose Vincent Youmans              | 5:14    |  |
| 9.                            | "Blind Date"                                                        | Ebb Kander                                      | 4:55    |  |
| 10.                           | "Am I Blue?"                                                        | Harry Akst                                      | 3:20    |  |
| 11.                           | "It's Only a Paper Moon"/"I Like Him"                               | Harold Arlen Kander E.Y. "Yip" Harburg Ebb Rose | 1:05    |  |
| 12.                           | "It's Only a Paper Moon"/"I Like Her" (performed by Caan)           | Arlen Kander Harburg Ebb Rose                   | 2:37    |  |
| 13.                           | "More Than You Know"                                                | Eliscu Rose Youmans                             | 2:25    |  |
| 14.                           | "Clap Hands! Here Comes Charlie" (performed by Vereen)              | Ballard MacDonald Joseph Meyer Rose             | 2:10    |  |
| 15.                           | "Let's Hear It for Me"                                              | Ebb Kander                                      | 3:13    |  |
| Duração total:                | Duração total:                                                      | Duração total:                                  | 47:25   |  |

| Funny Lady – 1998 reissued CD edition |                                                                |                |         |  |
| N.º                                   | Título                                                         | Performer(s)   | Duração |  |
| 1.                                    | "Blind Date"                                                   |                | 4:57    |  |
| 2.                                    | "More Than You Know"                                           |                | 2:28    |  |
| 3.                                    | "It's Only a Paper Moon"/"I Like Him"                          |                | 1:05    |  |
| 4.                                    | "It's Only a Paper Moon"/"I Like Her"                          |                | 2:37    |  |
| 5.                                    | "I Found a Million Dollar Baby (In a Five and Ten Cent Store)" |                | 1:59    |  |
| 6.                                    | "So Long Honey Lamb"                                           |                | 3:12    |  |
| 7.                                    | "I Got a Code in My Doze"                                      |                | 1:10    |  |
| 8.                                    | "Clap Hands! Here Comes Charlie"                               |                | 2:14    |  |
| 9.                                    | "(It's Gonna Be A) Great Day"                                  |                | 5:38    |  |
| 10.                                   | "How Lucky Can You Get"                                        |                | 4:48    |  |
| 11.                                   | "Am I Blue"                                                    |                | 3:21    |  |
| 12.                                   | "Isn't This Better"                                            |                | 3:29    |  |
| 13.                                   | "If I Love Again"                                              |                | 2:59    |  |
| 14.                                   | "Let's Hear It for Me"                                         |                | 4:04    |  |
| 15.                                   | "Me and My Shadow"                                             |                | 3:03    |  |
| 16.                                   | "How Lucky Can You Get" (Finale)                               |                | 3:55    |  |
| Duração total:                        | Duração total:                                                 | Duração total: | 50:09   |  |

## Tabelas
| Tabela musical (1975)                | Melhor posição |
| ------------------------------------ | -------------- |
| Australia Albums (Kent Music Report) | 50             |
| Canada Albums (RPM)                  | 17             |
| Estados Unidos (Billboard 200)       | 6              |

## Certificações e vendas
| País                  | Certificação | Vendas  |
| --------------------- | ------------ | ------- |
| Estados Unidos (RIAA) | Ouro         | 500,000 |

### Bibliography
- Casper, Drew (1 de março de 2011). Hollywood Film 1963-1976: Years of Revolution and Reaction. [S.l.]: John Wiley & Sons. ISBN 978-1444395235
- Davis, Clive; DeCurtis, Anthony (19 de fevereiro de 2013). The Soundtrack of My Life illustrated ed. [S.l.]: Simon and Schuster. ISBN 978-1476714783
- Leve, James (1 de março de 2009). Kander and Ebb. [S.l.]: Yale University Press. ISBN 978-0300155945
- Mordden, Ethan (2016). When Broadway Went to Hollywood illustrated ed. [S.l.]: Oxford University Press. ISBN 978-0199395408
- Nickens, Christopher; Swenson, Karen (2000). The Films of Barbra Streisand illustrated ed. [S.l.]: Citadel Press. ISBN 0806519541
- Paymer, Marvin E.; Post, Don E. (1999). Sentimental Journey: Intimate Portraits of America's Great Popular Songs, 1920-1945. [S.l.]: Noble House Publishers. ISBN 1881907090
- Pohly, Linda (1 de janeiro de 2000). The Barbra Streisand Companion: A Guide to Her Vocal Style and Repertoire illustrated ed. [S.l.]: Greenwood Press. ISBN 0313304149
- Waldman, Allison J. (2001). The Barbra Streisand Scrapbook illustrated, revised ed. [S.l.]: Citadel Press. ISBN 0-8065-2218-6